# Dihidrogenfosfat de calci
El dihidrogenfosfat de calci (altrament conegut com a fosfat de monocalci o superfosfat triple) és una sal de l'àcid fosfòric i el catió calci la qual fórmula és {\displaystyle {\ce {Ca(H2PO4)2}}}. Normalment es troba en la forma de monohidrat (""MCP" o "MCP-M"), Ca(H₂PO₄)₂·H₂O. Les dues sals es fan servir com agents fermentadors químics en productes de forneria.

## Preparació
Es produeix tractant hidròxid de calci amb àcid fosfòric:
Ca(OH)₂ + 2 H₃PO₄ → Ca(H₂PO₄)₂ + 2 H₂O